# L'especialista
L'especialista (títol original en anglès: The Specialist) és una pel·lícula estatunidenca dirigida l'any 1994 per Luis Llosa. Ha estat doblada al català.

## Argument
El 1984, el capità Ray Quick i el coronel Ned Trent, experts en explosius que treballen per a la CIA, tenen la missió de fer volar un cotxe que transporta un narcotraficant sud-americà. Però quan apareix el cotxe, guaiten una nena que és a dins. Ray insisteix que avorten la missió, però Ned té la intenció de dur-la a terme i permet que l'explosió succeeixi, provocant la mort tant del narcotraficant com de la nena. Furiós per la mort injusta de la noia, Ray colpeja salvatgement en Ned i fuig, dimitint efectivament de la CIA just després que en Ned el denunciés als seus superiors.
Anys més tard, a Miami, Ray treballa com a sicari autònom. Viu una existència solitària amb el seu gat, anomenat "Timer". La gent desesperada es posa en contacte amb ell a través d'un tauler d'anuncis d'Internet i agafa els casos que li interessen. En Ray s'especialitza a "personalitzar" les seves explosions, construint i col·locant bombes que només fan volar l'objectiu previst i deixen il·lesos als espectadors innocents.
Respon als anuncis d'una dona anomenada May Munro i parla sovint amb ella per decidir si accepta la feina o no. Durant les xerrades, ell queda intrigat per la seva història, juntament amb el fet que veu com d'atractiva és mentre la segueix. És l'única filla dels pares que van ser assassinats per Tomas Leon i els seus homes. Empesa per la seva insistència, s'infiltrarà a la colla criminal amb ell o sense. Ray és persuadit d'acceptar la feina. May s'integra al món de Tomas com Adrian Hastings.
Ned ara treballa per a Joe Leon, el pare de Tomas i director del seu sindicat del crim organitzat. Un cop comencen els cops als seus homes de nivell inferior, es posen en contacte amb el cap de policia per col·locar a Ned al seu equip antibombes. May tolera en Tomas i actua com la seva xicota perquè pugui veure els èxits un per un. Després de la mort del segon objectiu, es revela que May s'ha vist obligat a col·laborar amb Ned, l'objectiu del qual era persuadir a Ray de sortir de l'amagatall. Després que la feina a Sud-amèrica va sortir malament, Ned va ser acomiadat de la CIA i està decidit a venjar-se.
Quan el parany per a Tomas està posat, May és a l'habitació; l'explosió resultant sembla matar-los a tots dos. Quan en Ned va a Joe per presentar-li els seus respectes, només queda viu perquè pugui trobar en Ray i portar-lo a Joe abans que en Tomas sigui enterrat. Tant en Ray com en Ned creuen que May ha mort, però en Ray descobreix que encara s'estan publicant missatges al tauler d'anuncis. Ell respon a un, ràpidament adonant-se que es tracta d'un parany posat per Ned i el seu equip policial.
Quan va al funeral d'Adrian Hastings, Ray descobreix que May és viva. Va anar al funeral per veure si Ray hi assistia. Després van a l'hotel Fontainebleau. Es despullen i fan l'amor al llit i a la dutxa. Després d'això, se'n va. Mentrestant, Ned ha anat a la catedral i s'assabenta que la persona del taüt no és May. Es topa amb Ned al vestíbul de l'hotel i li dona una excusa per què no li va dir que estava viva. Un ajudant rep l'ordre de portar-la al cotxe i, de camí, demana d'anar al lavabo. Un cop allà, utilitza un telèfon mòbil per avisar en Ray. Ell manipula l'habitació de l'hotel perquè exploti, i quan els homes de Ned entren a l'habitació, aquesta detona, trencant tota l'habitació i caient a l'oceà.
May és portada a en Joe Leon, però en Ned insisteix a mantenir-la amb vida per atreure en Ray. En Ned escolta com en Ray truca a May, ell es nega a reunir-se amb ella per por a un nou engany, però ella el convenç que realment es preocupa per ell. Organitza una reunió en un restaurant de marisc i May utilitza una codificació secreta per dir-li que és una trampa abans de penjar. Quan Ned envia May a dins, el restaurant explota. Ray i May s'escapen en una llanxa ràpida fins al seu magatzem. Ned escolta l'enregistrament de la trucada de Ray i localitza la seva ubicació. L'endemà al matí, May es prepara per marxar per matar Joe Leon, però Ray li diu que deixi anar el passat. Ned arriba amb un exèrcit de policies que envolta el magatzem ple de paranys explosius. En un enfrontament final, Ray i May són acorralats. Ned els persegueix, però la seva pròpia arrogància el fa imprudent i trepitja una bomba. Tot el magatzem vola a causa de l'explosió de la cadena de bombes, matant a Trent; Ray i May escapen sense ser vists per un túnel.
L'endemà, Joe llegeix sobre l'incident al magatzem. Agraeix a Déu per haver venjat Ray i May. Aleshores obre el correu que li han portat i troba un collaret. Conté una imatge dels pares de May, en veure que està equipat amb una bomba, maleeix Déu just abans que el collaret exploti. Després d'escoltar l'explosió i saber que tots els responsables de la mort dels seus pares han mort, Ray li pregunta com se sent, a la qual cosa respon: "Millor". Marxen per començar la seva vida junts.

## Repartiment
- Sylvester Stallone: Ray Quick (Doblat al català per Joan Carles Gustems)
- Sharon Stone: Adriane Hastings/May Munroe (Doblat per Mercè Montalà)
- James Woods: Ned Trent (Doblat per Salvador Vives)
- Rod Steiger: Joe Leon (Doblat per Joaquim Díaz)[3]
- Eric Roberts: Tomas Leon (Doblat per Juan Antonio Bernal)
- Steve Raulerson: Danny, el cap de la policia
- Mario Ernesto Sanchez: Charlie
- Sergio Daurat Jr: Strongarm
- Tony Munafo: Tony
- Jeana Bell: Alice Munro
- Chase Randolph: Stan Munro
- Ramón González Cuevas: el pare al cementiri

## Al voltant de la pel·lícula
- Sylvester Stallone i Eric Roberts es trobaran 16 anys més tard per Expendables: Unitat especial.
- Steven Seagal havia tingut l'oportunitat d'interpretar el paper de Ray Quick i dirigir ell mateix el film però volia cobrar 9 milions de dòlars. La producció va rebutjar doncs i va decidir d'escollir Sylvester Stallone però només pel paper del títol.
- Box-office
  - Pressupost: 45 milions de $
  - Recaptacions: 170,362,582$

## Premis i nominacions

### Premis
- BMI Film Music Award per John Barry el 1995
- Premis Razzie 1995: 
  - Pitjor actriu per Sharon Stone
  - Pitjor parella a la pantalla per Sylvester Stallone i Sharon Stone

### Nominacions
- MTV Movie Award de la dona la més desitjable per Sharon Stone el 1995
- Premis Razzie 1995:
- Pitjor film
- Pitjor actor per Sylvester Stallone
- Pitjor segon paper masculí per Rod Steiger

## Crítica
- "Entretinguda cinta amb aconseguits efectes especials"[4]
- "Cinema d'aventures digne, suggeridor, dens i violent"[5]